# Jannick Schibany
Jannick Schibany (* 26. April 1993 in Zwettl) ist ein österreichischer Fußballspieler auf der Position des Angreifers.

## Karriere
Am Anfang seiner Karriere spielte Jannick Schibany bei seinem Heimatverein ASV Gutenbrunn in diversen Jugendmannschaften. Mit 13 Jahren wechselte er in die AKA St. Pölten, wo er seine Matura und die Ausbildung zum Profifußballer absolvierte. 2010 bekam er dann seinen ersten Profivertrag beim SKN St. Pölten. 2016 konnte er mit dem SKN St. Pölten in die Bundesliga aufsteigen.
Zur Saison 2016/17 wechselte er zum Regionalligisten First Vienna FC. Zur Saison 2017/18 wechselte er zum SKU Amstetten. Mit Amstetten konnte er zu Saisonende in die 2. Liga aufsteigen. Nach dem Aufstieg verließ er den Verein im Sommer 2018 und wechselte zum viertklassigen Kremser SC.